# Epacanthion crassum
Epacanthion crassum är en rundmaskart som först beskrevs av E. Ditlevsen 1926.  Epacanthion crassum ingår i släktet Epacanthion och familjen Enoplidae. Inga underarter finns listade i Catalogue of Life.